# Йозеф Клаус
Йозеф Клаус  (15 серпня 1910 — 26 липня 2001) — австрійський консервативний політик, один з керівників Народної партії; федеральний канцлер Австрії з 1964 по 1970 роки.

## Політична кар'єра
Йозеф Клаус був губернатором провінції Зальцбург з 1949 по 1961 роки і членом АНП. Канцлер Юліус Рааб представив його як «молодого реформатора». Клаус займав пост федерального міністра фінансів за канцлера Горбаха та змінив його на цьому посту. Клаус сформував коаліцію соціал-демократів, коли Народна партія привела Клауса до перемоги на виборах. Першим кроком на посту канцлера стала угода з Європейським співтовариством, що мала наслідком подальше входження Австрії до Європейського союзу у 1995 році.
Клаус здійснив безліч реформ на посту канцлера, але програв вибори 1970 року Крайському, що став наступним Федеральним канцлером.

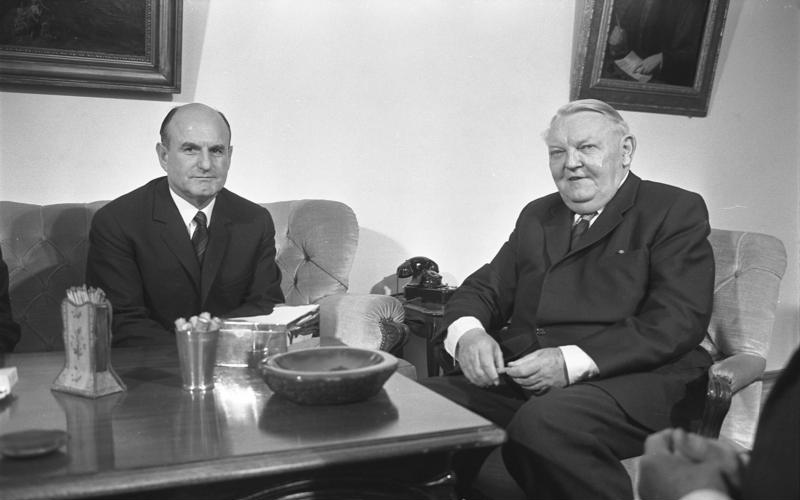
Йозеф Клаус і Федеральний канцлер Німеччини Людвіг Ерхард, 1965

## Нагороди
- Кавалер Великого хреста ордена Пія IX (Ватикан, 10 квітня 1970)[2]